# Paraphyse

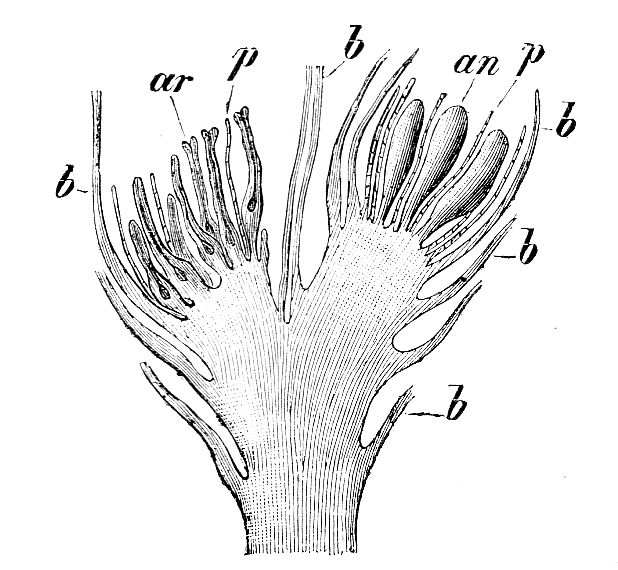
Paraphysen in den Antheridien- und Archegonienständen von Phascum cuspidatum

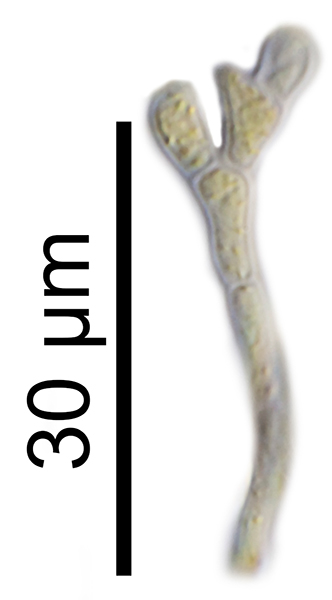
Paraphyse von Caloplaca holocarpa (Hoffm. ex Ach.) Wade in Kalilauge

Als Paraphysen bezeichnet man lange sterile Organe, die zwischen den Fortpflanzungsorganen von Laubmoosen oder Pilzen stehen.
Bei den Schlauchpilzen (Ascomyceten) stehen sie zwischen den Asci. Sie bilden gemeinsam mit den Asci das Hymenium (Fruchtschicht) des Pilzes.
Auch die bei den Laubmoosen zwischen den männlichen (Antheridium) und weiblichen (Archegonium) Fortpflanzungsorganen stehenden mehrzelligen Safthaare bezeichnet man als "Paraphysen".